# Europacup I 1984/85
De 30e editie van de Europacup I werd voor het eerst gewonnen door het Italiaanse Juventus in een spannende finale tegen Liverpool FC. De overwinning van Juventus werd echter overschaduwd door het Heizeldrama waarin 39 toeschouwers de dood vonden. Engelse clubs werden vijf jaar lang geweerd uit de Europese competities, Liverpool zelf zes jaar.
Dit was het einde van een grote periode van succes voor Engelse clubs. Na de verbanning werden er minder trofeeën gewonnen door Engelse clubs.

## Eerste ronde
| Team #1                 | Tot.             | Team #2                | 1ste wed | 2de wed |
| ----------------------- | ---------------- | ---------------------- | -------- | ------- |
| Ilves Tampere           | 1 - 6            | Juventus FC            | 0 - 4    | 1 - 2   |
| Grasshopper-Club Zürich | 4 - 3            | Budapesti Honvéd SE    | 3 - 1    | 1 - 2   |
| Vålerenga IF            | 3 - 5            | TJ Sparta Praag        | 3 - 3    | 0 - 2   |
| KS Labinoti             | 0 - 6            | Lyngby BK              | 0 - 3    | 0 - 3   |
| Girondins de Bordeaux   | 3 - 2            | Athletic Bilbao        | 3 - 2    | 0 - 0   |
| Dinamo Boekarest        | 5 - 3            | Omonia Nicosia         | 4 - 1    | 1 - 2   |
| Levski-Spartak Sofia    | 3 (uitgoals) - 3 | VfB Stuttgart          | 1 - 1    | 2 - 2   |
| Trabzonspor             | 1 - 3            | Dnjepr Dnjepropetrovsk | 1 - 0    | 0 - 3   |
| Aberdeen FC             | 3 - 3 (4-5 n.p.) | Berliner FC Dynamo     | 2 - 1    | 1 - 2   |
| FK Austria Wien         | 8 - 0            | Valletta FC            | 4 - 0    | 4 - 0   |
| Lech Poznań             | 0 - 5            | Liverpool FC           | 0 - 1    | 0 - 4   |
| Rode Ster Belgrado      | 3 - 4            | SL Benfica             | 3 - 2    | 0 - 2   |
| Avenir Beggen           | 0 - 17           | IFK Göteborg           | 0 - 8    | 0 - 9   |
| ÍA Akranes              | 2 - 7            | KSK Beveren            | 2 - 2    | 0 - 5   |
| Feyenoord               | 1 - 2            | Panathinaikos FC       | 0 - 0    | 1 - 2   |
| Linfield FC             | 1 (uitgoals) - 1 | Shamrock Rovers        | 0 - 0    | 1 - 1   |

## Tweede ronde
| Team #1               | Tot.             | Team #2                 | 1ste wed | 2de wed     |
| --------------------- | ---------------- | ----------------------- | -------- | ----------- |
| Juventus FC           | 6 - 2            | Grasshopper-Club Zürich | 2 - 0    | 4 - 2       |
| TJ Sparta Praag       | 2 - 1            | Lyngby BK               | 0 - 0    | 2 - 1       |
| Girondins de Bordeaux | 2 - 1            | Dinamo Boekarest        | 1 - 0    | 1 - 1(n.v.) |
| Levski-Spartak Sofia  | 3 - 3 (uitgoals) | Dnjepr Dnjepropetrovsk  | 3 - 1    | 0 - 2       |
| Berliner FC Dynamo    | 4 - 5            | FK Austria Wien         | 3 - 3    | 1 - 2       |
| Liverpool FC          | 3 - 2            | SL Benfica              | 3 - 1    | 0 - 1       |
| IFK Göteborg          | 2 (uitgoals) - 2 | KSK Beveren             | 1 - 0    | 1 - 2       |
| Panathinaikos FC      | 5 - 4            | Linfield FC             | 2 - 1    | 3 - 3       |

## Kwartfinale
| Team #1               | Tot.             | Team #2                | 1ste wed | 2de wed |
| --------------------- | ---------------- | ---------------------- | -------- | ------- |
| Juventus FC           | 3 - 1            | TJ Sparta Praag        | 3 - 0    | 0 - 1   |
| Girondins de Bordeaux | 2 - 2 (5-3 n.p.) | Dnjepr Dnjepropetrovsk | 1 - 1    | 1 - 1   |
| FK Austria Wien       | 2 - 5            | Liverpool FC           | 1 - 1    | 1 - 4   |
| IFK Göteborg          | 2 - 3            | Panathinaikos FC       | 0 - 1    | 2 - 2   |

## Halve finale
| Team #1      | Tot.  | Team #2               | 1ste wed | 2de wed |
| ------------ | ----- | --------------------- | -------- | ------- |
| Juventus FC  | 3 - 2 | Girondins de Bordeaux | 3 - 0    | 0 - 2   |
| Liverpool FC | 5 - 0 | Panathinaikos FC      | 4 - 0    | 1 - 0   |

## Finale
| Team #1     | Res.  | Team #2      |
| ----------- | ----- | ------------ |
| Juventus FC | 1 - 0 | Liverpool FC |

## Kampioen
| Europacup I – Seizoen 1984/85 |
| ----------------------------- |
| Juventus FC 1ste titel        |